# Wolfgang Hegewald
Wolfgang Hegewald (* 26. März 1952 in Dresden) ist ein deutscher Schriftsteller.

## Leben
Hegewald studierte von 1970 bis 1974 Informatik an der Technischen Universität Dresden und von 1977 bis 1983 Theologie am Theologischen Seminar Leipzig. Dazwischen übte er diverse Tätigkeiten aus, u. a. in der Industrie und als Friedhofsgärtner.  Franz Fühmann ist sein Förderer, er liest Hegewalds Texte und setzt sich für ihn auf Verlagssuche ein. Da ihm die Publikation seiner schriftstellerischen Arbeiten in der DDR verweigert wurde, stellte er einen Ausreiseantrag und übersiedelte 1983 in die Bundesrepublik Deutschland. Dort lebte er zunächst in Hamburg. Ab 1993 leitete er das Studio für Literatur und Theater an der Universität Tübingen. Seit 1996 bis zu seiner Emeritierung Anfang 2018 war er Professor für Rhetorik, Poetik und Creative Writing an der Fakultät Design, Medien und Information der Hochschule für Angewandte Wissenschaften Hamburg. Hegewald lebt heute in Hamburg.
Hegewald ist Verfasser von Romanen, Erzählungen und Hörspielen.
Hegewald war von 1989 bis 1996 Mitglied beim
PEN-Zentrum der Bundesrepublik Deutschland (zuletzt als Vizepräsident); 2014 nahm er die Mitgliedschaft wieder auf und trat 2022 zum zweiten Mal aus; seit 2006 ist er Mitglied der Freien Akademie der Künste in Hamburg und seit 1995 der Freien Akademie der Künste zu Leipzig. 

## Auszeichnungen
- 1984 Preis der Kärntner Industrie beim Ingeborg–Bachmann–Wettbewerb Klagenfurt
- 1984 Hamburger Literaturpreis für Kurzprosa
- 1986 Stipendiat des Deutschen Literaturfonds Darmstadt
- 1987 Rom–Preis Deutsche Akademie Villa Massimo
- 1989 Fellow German Marshall Fund Washington DC
- 1990 Ernst–Reuter-Preis, Kategorie Hörspiel (mit Helga M. Novak)
- 1992 Stipendiat Künstlerhaus Kloster Cismar
- 1994 Stipendiat des Deutschen Literaturfonds Darmstadt
- 1996 Stipendiat des Deutschen Literaturfonds Darmstadt

## Werke
- Das Gegenteil der Fotografie, Frankfurt am Main 1984
- Hoffmann, ich und Teile der näheren Umgebung, Frankfurt am Main 1985
- Jakob Oberlin oder Die Kunst der Heimat, Frankfurt am Main 1987
- Verabredung in Rom, Frankfurt am Main 1988
- Die Zeit der Tagediebe, Hildesheim 1993
- Eine kleine Feuermusik, Hildesheim 1994
- Der Saalkandidat, Leipzig 1995
- Ein obskures Nest, Leipzig 1997
- Was uns ähnlich sieht, Witzwort 2004 (zusammen mit Karl-Georg Hirsch)
- Fegefeuernachmittag, Berlin 2009
- Die eigene Geschichte, Berlin 2010
- Herz in Sicht, Berlin 2014
- Lexikon des Lebens, Berlin 2017
- Fälle und Fallen, Göttingen 2020
- Tagessätze, Göttingen 2021
- Senf zum Dessert, Berlin 2024

## Herausgeberschaft
- „Gegen die Zeit“, Bremerhaven 2005